# La Guilhermiá
La Guilhermiá (La Guillermie en francès) és un municipi francès, situat al departament de l'Alier i a la regió d'Alvèrnia-Roine-Alps. L'any 2007 tenia 152 habitants.

## Demografia

### Població
El 2007 la població de fet de La Guillermie era de 152 persones. Hi havia 72 famílies de les quals 32 eren unipersonals (8 homes vivint sols i 24 dones vivint soles), 20 parelles sense fills, 12 parelles amb fills i 8 famílies monoparentals amb fills.
La població ha evolucionat segons el següent gràfic:
Habitants censats

### Habitatges
El 2007 hi havia 165 habitatges, 75 eren l'habitatge principal de la família, 68 eren segones residències i 22 estaven desocupats. 163 eren cases i 1 era un apartament. Dels 75 habitatges principals, 61 estaven ocupats pels seus propietaris, 8 estaven llogats i ocupats pels llogaters i 6 estaven cedits a títol gratuït; 4 tenien una cambra, 3 en tenien dues, 12 en tenien tres, 24 en tenien quatre i 32 en tenien cinc o més. 46 habitatges disposaven pel capbaix d'una plaça de pàrquing. A 40 habitatges hi havia un automòbil i a 23 n'hi havia dos o més.

### Piràmide de població
La piràmide de població per edats i sexe el 2009 era:
| Homes | Edats   | Dones |
| ----- | ------- | ----- |
| 0     | 95 o +  | 0     |
| 0     | 90 a 94 | 0     |
| 0     | 85 a 89 | 0     |
| 4     | 80 a 84 | 8     |
| 8     | 75 a 79 | 8     |
| 0     | 70 a 74 | 4     |
| 4     | 65 a 69 | 0     |
| 16    | 60 a 64 | 4     |
| 4     | 55 a 59 | 0     |
| 0     | 50 a 54 | 8     |
| 4     | 45 a 49 | 4     |
| 8     | 40 a 44 | 4     |
| 12    | 35 a 39 | 4     |
| 4     | 30 a 34 | 4     |
| 16    | 25 a 29 | 8     |
| 0     | 20 a 24 | 4     |
| 0     | 15 a 19 | 0     |
| 0     | 10 a 14 | 4     |
| 4     | 5 a 9   | 16    |
| 0     | 0 a 4   | 8     |

## Economia
El 2007 la població en edat de treballar era de 89 persones, 57 eren actives i 32 eren inactives. De les 57 persones actives 46 estaven ocupades (29 homes i 17 dones) i 11 estaven aturades (5 homes i 6 dones). De les 32 persones inactives 9 estaven jubilades, 7 estaven estudiant i 16 estaven classificades com a «altres inactius».

### Ingressos
El 2009 a La Guillermie hi havia 69 unitats fiscals que integraven 138 persones, la mediana anual d'ingressos fiscals per persona era de 10.448 €.

### Activitats econòmiques
Dels 6 establiments que hi havia el 2007, 4 eren d'empreses de fabricació d'altres productes industrials i 2 d'empreses d'hostatgeria i restauració.
L'únic servei als particulars que hi havia el 2009 era un restaurant.
L'any 2000 a La Guillermie hi havia 12 explotacions agrícoles que ocupaven un total de 400 hectàrees.

## Poblacions més properes
El següent diagrama mostra les poblacions més properes.